# Trioza elaeocarpi
Trioza elaeocarpi är en insektsart som beskrevs av Yang 1984. Trioza elaeocarpi ingår i släktet Trioza och familjen spetsbladloppor. Inga underarter finns listade i Catalogue of Life.